# Stargirl (filme)
Stargirl (no Brasil: A Extraordinária Garota Chamada Estrela) é um filme americano de 2020, do gênero drama romântico-musical, dirigido por Julia Hart, com roteiro baseado no romance homônimo de Jerry Spinelli.
O filme explora as emoções tensas, o inconformismo e a autoexpressão de adolescentes no ensino médio e a exuberância do primeiro amor.
O filme é dirigido por Julia Hart, produzido por Kristin Hahn, Ellen Goldsmith-Vein, Lee Stollman e Jordan Horowitz a partir de um roteiro escrito por Hahn, Hart e Horowitz, e estrelado por Grace VanderWaal e Graham Verchere. O filme foi lançado em 13 de março de 2020. O filme recebeu críticas positivas da maioria dos críticos, que elogiaram a direção de Hart e o tom nostálgico.

## Enredo
Depois que o pai de Leo Borlock morreu, ele começou a usar uma gravata de porco-espinho em sua homenagem. Em uma nova escola, ele foi espancado e sua gravata foi cortada. Desde então, a cada aniversário, ele ganha uma nova gravata porco-espinho de uma pessoa desconhecida, mas não a usa em público. No colégio, Leo (Graham Verchere) toca trompete na banda marcial e ajuda seu amigo Kevin Singh (Karan Brar), um membro do clube AV, a apresentar um programa de entrevistas. Um dia, uma garota de espírito livre, Stargirl Caraway (Grace VanderWaal), chega e impressiona Leo ao cantar " Parabéns pra ele" em um ukulele em frente à escola. Mais tarde, enquanto seu time de futebol perdedor, os Mudfrogs, estava jogando, Stargirl canta uma música, " Be True to Your School ", que os energiza, e eles quase conseguem sua primeira vitória. Kevin e Leo a convidam para seu show, mas ela recusa educadamente.
Stargirl se torna um amuleto de boa sorte para o time de futebol quando canta " We Got the Beat ". Ela começa a sair com Leo e tenta fazer com que ele saia de sua concha. Archie (Giancarlo Esposito), o proprietário do acampamento de paleontólogos local, diz a Leo que Stargirl, vive com sua mãe solteira e foi educada em casa grande parte de sua vida. Ela aprendeu sobre Leo através de Archie. Mais tarde, Stargirl faz um teste para o Speech regionals contra Kevin e vence com seu discurso incomum sobre ratos. Ao devolver anonimamente uma bicicleta para um menino que estava no hospital, Leo menciona os laços, mas Stargirl nega ter conhecimento disso. Stargirl dá uma sugestão de música para Leo ("Thirteen") e o beija pela primeira vez. Eles começam a namorar.
Durante o grande jogo, um dos jogadores adversários está gravemente ferido. Stargirl cavalga com ele para o hospital, confundindo a todos. Depois, Leo diz a Stargirl que todos estavam desmoralizados e que perderam. No dia seguinte, todos estão decepcionados com Stargirl. Os amigos de Leo estão chateados, mas perdoe-o e peça desculpas por estar distante dele. Kevin convida Estrela para seu show para se explicar. Stargirl revela que seu nome verdadeiro é Susan; ela escolheu Stargirl porque todo mundo é feito de poeira estelar. O público de estudantes se volta contra ela quando um estudante chamado Hillari (Shelby Simmons) a repreende por devolver sem consideração uma bicicleta para seu irmão, que ficou permanentemente ferido enquanto andava nela. Stargirl foge em lágrimas.
Leo sugere que Stargirl aja como todo mundo, para sua consternação, mas ela começa a se chamar de Susan e a usar roupas como as de seus colegas. Nas regionais de Fala, Leo a convida para o Baile de Inverno, e ela aceita. Stargirl está prestes a fazer um discurso sobre privacidade na internet, mas muda para um discurso sobre flores, que ganha seu primeiro lugar. Embora seja o primeiro troféu conquistado na escola, ninguém liga para ele. Stargirl decide que ser Susan trai sua identidade. Leo começa a se sentir péssimo, mas recebe incentivo de sua mãe (Darby Stanchfield) e de Kevin.
Stargirl envia a Leo sua coleção de discos, uma vitrola e um convite para uma "grande surpresa" no baile. Quando Leo chega, Stargirl revela sua surpresa: ele cantando na frente de todos. Leo relutantemente se levanta e executa sua música favorita e de seu pai, " Just What I Needed ", levando todos a dançar no pátio. Stargirl pede desculpas a Hillari e desaparece da festa. Leo descobre que Stargirl se mudou, mas ela influenciou a escola de forma positiva, e eles acabaram ganhando mais troféus. Leo continua a conseguir ligações com Stargirl, e Archie revela que ela coletou informações sobre os habitantes da cidade para ajudá-los. Mesmo depois de se formar na faculdade, Leo nunca se esquece do que Stargirl fez por ele ("Give Me Love (Give Me Peace on Earth)").
Em uma cena pós-crédito, em um momento não especificado, Stargirl canta uma música para Leo ("Today and Tomorrow").

## Elenco
- Grace VanderWaal como Susan "Stargirl" Caraway
- Graham Verchere como Leo Borlock
  - Enzo Charles de Angelis como Leo de 8 anos
- Giancarlo Esposito como Archie Brubaker, mentor de Leo
- Karan Brar como Kevin Singh, melhor amigo de Leo
  - Atharva Varma como Kevin de 8 anos
- Darby Stanchfield como Gloria Borlock, mãe de Leo
- Maximiliano Hernández como Mr. Robineau
- Annacheska Brown como Tess Reid
- Collin Blackford como Benny Burrito
- Allison Wentworth como Dori Dilson
- Juliocesar Chavez como Alan Ferko
- Artemis como Mallory Franklin
- Julia Flores como Summer
- Gabriella Surodjawan como Kim
- Shelby Simmons como Hillari Kimble
- John Apolinar como Wayne Parnell
- Alex James como Zack James
- Lucinda Marker como Principal Sutters
- Sara Arrington como Ana Carraway
- Damian O'Hare como pai de Leo

## Produção

### Desenvolvimento
Em 15 de julho de 2015, foi anunciado que a diretora Catherine Hardwicke iria dirigir uma adaptação do romance Stargirl de Jerry Spinelli para a Walt Disney Pictures . O romance foi inicialmente adaptado por Kristin Hahn, que também foi escolhida para produzir o filme. Esperava-se que as produtoras envolvidas com o filme incluíssem o Gotham Group e a BCDF Pictures, com esta última também financiando o filme.
Em 8 de fevereiro de 2018, foi anunciado que uma nova iteração do roteiro havia sido desenvolvida, Hardwicke seria substituído por Julia Hart como diretora e o filme seria produzido pela Walt Disney Pictures. O filme estrearia no Disney +, serviço de streaming da Disney lançado no final de 2019. No mês seguinte, foi confirmado que a produção estava nos estágios finais de desenvolvimento, que o roteiro de Hahn ainda estava sendo utilizado e que ela continuaria a servir como produtora ao lado de Ellen Goldsmith-Vein e Lee Stollman. As produtoras deveriam incluir o Gotham Group e a produtora de Hahn Hahnscape Entertainment. Em junho de 2018, Hart havia polido o roteiro de Hahn com seu marido Jordan Horowitz, que também foi produtor executivo do filme.

### Escolha do elenco
Em 2015, foi anunciado que a produção seria estrelada por Joey King e Charlie Plummer como Estrela e Leo, o menino que narra a história. Em junho de 2018, no entanto, a cantora Grace VanderWaal foi escalada para estrelar, em seu primeiro papel como atriz, o personagem-título. Em agosto de 2018, Graham Verchere foi escalado como Leo. Em setembro de 2018, Giancarlo Esposito, Karan Brar, Darby Stanchfield e Maximiliano Hernández foram escalados para papéis coadjuvantes.

### Filmagens
As filmagens estavam originalmente programadas para começar no outono de 2015 no Novo México. A fotografia principal foi adiada, no entanto, até setembro de 2018 no Novo México e concluída em 16 de novembro de 2018. Os locais de filmagem no estado incluíram Albuquerque e Truth or Consequences.

## Lançamento
Stargirl foi lançado nos Estados Unidos em 13 de março de 2020, pela Disney+.

## Recepção
No agregador de resenhas Rotten Tomatoes, o filme detém uma taxa de aprovação de 71%, com base em 35 resenhas, com uma média de 6,36 / 10; a classificação do público foi de 86% em 23 de maio de 2020. O consenso crítico do site diz: "História de bem-estar de Stargirl atinge batidas familiares de amadurecimento, mas performances autoconfiantes e uma missão séria carregada com orgulho fazem dela uma música que vale a pena ouvir." No Metacritic, o filme tem uma pontuação média ponderada de 60 em 100, com base em 12 críticos, indicando "críticas mistas ou médias".

Pete Hammond, do Deadline Hollywood, deu uma crítica favorável ao filme. Ele elogiou as performances de VanderWaal e Verchere e chamou o filme de "doce e inteligente". Sheila O'Malley do RogerEbert.com deu ao filme uma crítica mista. Ela criticou o desempenho de VanderWaal e reclamou que vários aspectos do filme, principalmente centrados na relação de Leo e Estrela, não faziam sentido. No entanto, ela elogiou a aparência visual do filme, bem como sua mensagem, dando-lhe duas estrelas em quatro. Courtney Howard, na Variety, no entanto, elogiou as atuações principais: "[VanderWaal] nos leva ao mistério de sua revelação de personagem com grandes quantidades de magnetismo e autenticidade fundamentada. Não é nenhuma surpresa que as cenas baseadas na música realmente mostrem seu poder. ... Ela e Verchere, que é um cruzamento genuinamente doce entre Jessie Eisenberg e Michael Cera compartilhando a fisicalidade e tonalidades vocais de cada um, são uma dupla notável. " Ela também comentou que "Hart e seus colaboradores utilizam habilmente a linguagem textural do cinema para aumentar e sublinhar os laços temáticos."